# Alfred Loisy
Alfred Loisy (Ambrières, 1857. február 28. – Ceffonds, 1940. június 1.) francia római katolikus teológus és vallástörténész. A katolikus modernizmus atyjának, az egyház "modernista válsága" kirobbantójának is nevezik.
Könyveit elítélte a Vatikán és kiközösítették az egyházból.

## Élete
1857-ben Ambrièresben született. Katolikus papi szemináriumba járt, 1879-ben papnak nevezték ki. A héber nyelvvel, a szemita népek történetével és az ókori keresztény irodalommal foglalkozott  és 1889 óta héber nyelvet tanított Ernest Renan mellett a Collège de France-n és a Biblia teológusa volt a párizsi Institut Catholique intézményében. Tudományos munkáinak sora azonban csakhamar nagy feltűnést keltett.
Munkája egy része a kéthavonta megjelenő L'Enseignement biblique-ben jelent meg. Több érvben foglalta össze a bibliai kritikával kapcsolatos álláspontját: pl. a Tóra mai formájában nem Mózes korában keletkezett, Ésaiás könyve különböző korokban élt szerzők műve, a Genezis első öt fejezete nem volt szó szerinti történetként értendő stb. Később kiábrándult az egyházi tanítás szűzi születés és Jézus feltámadása iránti hitével szemben is. Kijelentette, hogy a keresztény tanítás legfontosabb pontjait, mint például Jézus Krisztus istenségét nem tudják bizonyítani történelmi források, azaz egy történelmi Jézus szemben áll a hit Jézus Krisztusával.
Nem akart nyíltan szakítani az egyházzal, amelynek papja volt, hanem azt — a maga elvei szerint — meg akarta reformálni. Eme célját úgy kívánta elérni, hogy a Kant-féle agnoszticizmust és a Hegel-féle filozófiának fejlődési elméletét bele akarta vinni a katolikus teológiába.
A római katolikus egyház akkor igen konzervatív irányt követett, XIII. Leó pápaságának végén és X. Piusz pápasága alatt. így bekövetkezett az a különös helyzet, hogy a párizsi katolikus egyetem tanárává kinevezett Loisy abbé éles ellentétbe került a Vatikánnal.
Loisy nem akart semmit feladni tudományos meggyőződéseiből a kereszténység kezdeteire és korai történetére nézve, ezért 1893-ban elbocsátották az Institut Catholicique intézményéből. Tanszékéről való távozása után visszavonult Neuilly-be, a dominikánusok kolostorába. Kinevezték a Neuilly-i kolostor lelkészének, de innen 1899-ben lemondott, és az École des hautes études pratique, egy párizsi világi tudományos intézet tanára lett.
Majd egészen eltűnt Párizs szeme elől és egy kis vidéki plébániára vonult, csak éppen tudományos kutatásait nem adta fel és tudományos eredményeinek közzétételéről nem mondott le.
1901 és 1903 között számos művet írt, amelyeket az egyház aztán elítélt. Ide tartoznak a La religion d'Israel ('Izrael vallása', 1901), az Études évangéliques, a L'Évangile et l'Église ('Az Evangélium és az egyház'), az Autour d'un petit livre (Egy kis könyv kapcsán) és a Le quatrième Évangile ('A negyedik evangélium').
1903-ban jelent meg »Az evangélium és az egyház« című műve. Sok francia püspök azonnal kitiltotta egyházmegyéjéből ezt a könyvet. Loisy erre a kisebb exkommunikációra egy másik könyvvel felelt (»Autour d’un petit livre« — Egy kis könyv körül), a melyben azt vitatta, hogy minden tudósnak, ha katolikus, ha nem, őszinteség a kötelessége. Elmondja ebben a művében, hogy 1893-ban azért mozdították el tanári állásából, mivel Mózes öt könyvéről olyan nézeteket hangoztatott, a melyeket azóta elemi igazságoknak ismert el a tudomány.
Az Egy kis könyv kapcsán (Autour d’un petit livre) munkájában hangsúlyozta, hogy a történelem Krisztusa nem azonos a hit Krisztusával, az evangéliumok által megrajzolt Krisztussal. A történelem tárgya nem a feltámadt Krisztus létében való hit, hanem a tanítványoknak ebbe a feltámadt létezőbe vetett hite, mely fokozatosan nyert pontos megfogalmazást.
Az 1907. júl. 3-án kiadott Lamentabili sane exitu nevű apostoli rendelkezésben X. Piusz pápa hivatalosan elítélt 65 ún. "modernista" tételt, amelyet közel kétharmadában Loisy nézeteiként bélyegzett meg.
Ugyanez év szeptember 8-án X. Piusz kiadta az Pascendi Dominici gregis enciklikát, amelyben a modernizmust az "összes eretnekség szintéziseként" jellemezte. 
Elrendelte továbbá, hogy a teológiai tanulmányok alapja csak a skolasztikus filozófia lehet. A modernista, veszedelmesnek ítélt könyvek pedig sorra indexre kerültek. (1903-ban Loisy-nak már öt könyve indexre került.)
Az enciklika kiadása után a Vatikán 1908-ban kiközösítette a katolikus egyházból.
Kiközösítése után, 1909-ben kinevezték a (katolikus egyháztól független) Collège de France-n a vallástörténet vezető tanítójává, ahol 1931-es nyugdíjba vonulásáig dolgozott. Itt fejlesztette tovább filozófiáját, és a keresztény vallást inkább egy etikai humanista rendszernek, mint isteni eredetűnek írta le.

## Művei
Főbb művei:
- Histoire du canon de VAncien Testament ('Az ószövetségi kánon története', 1890)
- Histoire du canon du Nouveau Testament ('Az újszövetségi kánon története', 1891)
- Histoire critique du texte et des versions de VAncien Testament ('Az Ószövetség szövegének és fordításainak kritikai története', 1892-1893)
- La religion d'Israel ('Izrael vallása', 1901)
- L'Évangile et l'Église ('Az Evangélium és az egyház', 1903) (ISBN 978-2-36500-091-8)
- Autour d’un petit livre ('Egy kis könyv körül', 1903) (ISBN 978-2-36500-092-5)
- Le quatriéme Évangűe ('A negyedik evangélium', 1903)
- Les évangiles synoptiques ('A szinoptikus evangéliumok', 1907-1908)
- La religion ('A vallás', 1917)
- De la discipline intellectuelle ('A szellemi fegyelemről', 1919)
- Les Mystères païens et le Mystère chrétien ('A pogány és a keresztény misztériumok', 1919)
- Les Actes des apőtres ('Az apostolok cselekedetei', 1920)
- La moralehumaine ('Az emberi erkölcs', 1923)
- L'Église et la Francé ('Franciaország és az egyház', 1925)
- La naissance du christianisme ('A kereszténység születése', 1933)
- Le mandéisme et les origines chrétiennes ('A mandeus vallás és a kereszténység eredete', 1934)
- Les origines du Nouveau Testament ('Az Újszövetség eredete', 1936)
- La crise morale du temps présent et l'éducation humaine ('A jelenkor erkölcsi válsága és az emberi nevelés', 1937)